# Pieter Smit
Pieter Smit (Delfzijl, 11 oktober 1963 – Scheemda, 10 april 2018) was een Nederlandse politicus van D66.

## Loopbaan
Smit had voor zijn politieke carrière een leidinggevende functie bij de politie Haaglanden en was gemeenteraadslid namens D66 in Zoetermeer. Vervolgens was hij van 2006 tot 2010 wethouder in Zoetermeer.
Op 1 september 2010 werd hij benoemd tot burgemeester van de Groningse gemeente Oldambt, die op 1 januari van dat jaar ontstond bij de fusie van de gemeenten Scheemda, Winschoten en Reiderland. Sinds de vorming van die gemeente was Martin Zijlstra waarnemend burgemeester. Smit was dus de eerste door de kroon benoemde burgemeester van Oldambt.
Tevens was Smit vanaf 1 oktober 2016 voorzitter van de raad van commissarissen van Groningen Airport Eelde, vanaf 1 maart 2017 voorzitter van de Vereniging van Groninger Gemeenten (VGG) en vanaf 2 september 2016 bestuurslid van de Bestuurdersvereniging D66.
Smit overleed onverwacht op 10 april 2018 op 54-jarige leeftijd aan een hartstilstand. Postuum werd hij verkozen tot Groninger van het Jaar.

## Vernoeming Pieter Smitbrug
In februari 2021 werd tussen Winschoten en Blauwestad een naar Smit vernoemde fiets- en wandelbrug in gebruik genomen. Deze Pieter Smitbrug is met een lengte van 800 meter de langste fietsbrug van Europa. De brug werd aanvankelijk ontworpen onder de naam De Blauwe Loper, maar in oktober 2018 werd gekozen voor de huidige benaming, als postuum eerbetoon aan Pieter Smit.
- Nederlandse Thesaurus van Auteursnamen: 363427562
- Virtual International Authority File: 305820141
- WorldCat: E39PBJvt6qGDPcWtFfXtY4tBT3